# Aeródromo Las Bandurrias
El Aeródromo Las Bandurrias (OACI: SCXR) es un terminal aéreo ubicado cerca de Lago Ranco, en la Provincia del Ranco, Región de Los Ríos, Chile. Es de propiedad pública.